# Ruth Metzler-Arnold
Ruth Metzler-Arnold (Sursee, 23 maggio 1964) è una politica svizzera.

## Biografia
È figlia di Alois Arnold, avvocato e giudice del tribunale distrettuale, e di Annelies Häfliger, insegnante. Studiò nei licei di Willisau e Sursee tra il 1977 e 1984 per poi conseguire la licenza in giurisprudenza all'Università di Friburgo nel 1989 e il diploma federale di revisore contabile, professione che esercitò presso la ditta PricewaterhouseCoopers AG di San Gallo fino al 1999, fu anche giudice distrettuale tra il 1992 e il 1995 e giudice cantonale tra il 1995 e il 1996 venne eletta nel Consiglio di Stato di Appenzello interno nel 1996, nelle file del PPD, carica che mantenne fino alla sua elezione a Consigliera Federale, dirigendo il dicastero delle finanze. Fu eletta consigliera federale l'11 marzo del 1999, carica che mantenne fino dalla fine del 2003, dirigendo il Dipartimento federale di giustizia e polizia. Nel dicembre di 2003 non è stata rieletta, terzo caso nella storia delle consigliere e dei consiglieri federali elvetici. La non rielezione è da far risalire alla diminuita forza del suo partito a scapito del partito del suo successore Christoph Blocher.